# Patria y Libertad
Frente Nacionalista Patria y Libertad (”Nationalistiska fronten fosterland och frihet”), mer känd som Patria y Libertad (”Fosterland och frihet”), var en chilensk paramilitär grupp med nationalistiska och fascistiska influenser.
Den bildades som en oppositionsgrupp till Salvador Allendes regering i början av 1970-talet.
Gruppen fick finansieringsstöd av CIA och anses vara direkt inblandad i terroristaktioner.